# São Geraldo do Araguaia
São Geraldo do Araguaia este un oraș în Pará (PA), Brazilia.